# Eugen Matić
Narcis Jenko (pravim imenom fra Eugen (Petar) Matić; Livno, 2. siječnja 1889. – samostan Gorica pokraj Livna, 26. srpnja 1918.), bosanski je franjevac i književnik katoličkog nadahnuća hrvatskog podrijetla.

## Životopis
Rodio se u Livnu 1889. godine. U franjevački red stupio je 1906. godine i uzeo ime Eugen. Studij teologije započeo je u Livnu, a završio u Sarajevu 1911. godine. Iste godine zaređen je za svećenika franjevačke provincije Bosne Srebrene. Kratko vrijeme boravio je u Visokom kao profesor i odgajatelj na franjevačkoj gimnaziji gdje preuzima i uredničko mjesto u listu Glasnik sv. Ante, koji uređuje do 1916. godine. Zbog tuberkuloze prekida nastavničku službu i odlazi na liječenje, najprije u Sarajevo, a potom u Dubrovnik. Iz Dubrovnika se vraća u Livno gdje u samostanu Gorici, predosjećajući da neće još dugo živjeti, grozničavo piše svoje romane, novele, pripovijetke i feljtone. Svoja djela je objavljivao u časopisima Hrvatska prosvjeta, Luč, Novine, Glasnik sv. Ante. Hrvatski je preporodni pisac.

Neka od njegovi najvažnijih dijela objavljena su nakon njegove smrti. Teme njegovog literarnog stvaralaštva vezane su uz Bosnu i bosanske ljude u prošlosti i sadašnjosti, ljude iz svog okruženja, junacima iz davne prošlosti. Stilskom preciznošću i psihološkim uvidima Jenko u svojim djelima oslikava dušu ljudi iz Bosne. Smatra ga se jednim od najboljih hrvatskih pripovjedača u vremenu Prvog svjetskog rata i najvećim talentom među bosanskim franjevcima. Zbog svoje je vrsnosti i široka raspona prozvan bosanskim Šenoom u hrvatskoj književnosti.  Unatoč svojim kvalitetama i iznimnom značaju u hrvatskoj književnosti tog doba, jugoslavenski komunistički sustav ga je sustavno potiskivao i zanemarivao.

U romanu Obitelj vojvode Hrvoja, pod književnim pseudonimom Narcis Jenko, fra Eugen Matić, redovnik i književnik katoličkoga nadahnuća s nadimkom bosanski Šenoa u hrvatskoj književnosti vrlo realno je oslikao povijesna događanja, kao izvanredan poznavatelj bosanske srednjovjekovne povijesti i društveno-političkih prilika toga doba. Čitatelju su, uz osnovni povijesni sloj priče smještene u 15. stoljeće, ponuđene brojne epizode ispunjene ljubavnim intrigama i političkim spletkama. Njegov antiratni stav i tu je nedvojbeno iskazan kroz njegove junake, a cijeli je roman sklopljen i dosljedno usklađen po dijakronijskoj metodi vremenskog protjecanja i raznovrsnih sukoba i ratovanja.
Danas jedna od ulica u gradu Livnu nosi ime fra Eugena Matića, a čitaonica, koja je otvorena u Livnu 1992. godine, nazvana je njegovim književničkim pseudonimom – Narcis Jenko.

## Djela
- Razlomci (Zagreb, 1922.)
- Spiritus procellarum (Osijek, 1922.)
- Bosančice: pripovijetke iz hrvatskog pučkog života (Zagreb, 1923.)
- Obitelj vojvode Hrvoja (Zagreb, 1934.)